# Scelio poecilopterus
Scelio poecilopterus är en stekelart som beskrevs av Hermann Priesner 1951. Scelio poecilopterus ingår i släktet Scelio och familjen Scelionidae. Inga underarter finns listade i Catalogue of Life.